# إيلينا بريوخوفيتس
إيلينا بريوخوفيتس (بالأوكرانية: Брюховець Олена Вікторівна) مواليد 8 يونيو 1971 في أوديسا، الجمهورية الأوكرانية السوفيتية الاشتراكية، الاتحاد السوفيتي، هي لاعبة كرة مضرب أوكرانية سابقة بدأت مسيرتها كمحترفة سنة 1989، اعتزلت اللعب في 1997. أعلى تصنيف لها في الفردي كان المركز الـ 36 في سنة 1991.

## روابط خارجية
- إيلينا بريوخوفيتس على موقع رابطة محترفات التنس (الإنجليزية)
- إيلينا بريوخوفيتس على موقع الاتحاد الدولي لكرة المضرب (الإنجليزية)
- إيلينا بريوخوفيتس على موقع كأس بيلي جين كينغ (الإنجليزية)
- إيلينا بريوخوفيتس على موقع بطولة ويمبلدون (الإنجليزية)
- إيلينا بريوخوفيتس على موقع خلاصة التنس.كوم (الإنجليزية)